# 1969の片想い
「1969の片想い」（ナインティーンシックスティナインのかたおもい）は、稲垣潤一17枚目のシングル。1989年10月25日にリリースされた。

## 収録曲
作詞：秋元康
1. 1969の片想い
作曲：桑村達人　編曲：西本明
  - JTサムタイムCM曲
  - アルバム「Self Portrait」の2002年再発盤には、歌詞違いの『今夜は忘れたい』を収録している。

1. 愛のかたち
作曲：安部恭弘　編曲：塩入俊哉

## タイアップ
JT「サムタイム・ライト（ボウリング編）」CMソング。